# Hesperidin
Hesperidin je flavanonski glikozid koji je izobilan u citrusnom voću. Njegova aglikonska forma se naziva hesperetin. Ime potiče od hesperidnih nimfi iz Grčke mitologije. Za hesperidin se misli da učestvuje u odbrambenom mehanizmu biljki. Sudeći po in vitro ispitivanjima, on deluje kao antioksidans.
Razna preliminarna ispitivanja indiciraju da on ima specifične farmaceutske osobine, mada nije potvrđeno da su one primenljive kod ljudi. Hesperidin redukuje novo holesterola i krvnog pritiska kod pacova. U jednoj studiji na miševima, velike doze hesperidina su snizile gubitak gustine kostiju. Jedna druga studija na životinjama je pokazala protektivne efekte protiv sepse. U in vitro i laboratorijskim istraživanjima, hesperidin pokazuje antiinflamatorno dejstvo. Hesperidin je isto tako potencijalni sedativ. Moguće je da on deluje putem opioidnih ili adenozinskih receptora. Hesperidin pokazuje izraženo antikancerno dejstvo protiv nekih ljudskih karcinomnih ćelijskih linija.
Deo in vitro rezultata je primenljiv samo na aglikonsku formu. Hesperidin takođe ima sposobnost penetracije krvno moždane barijere u in vitro modelima.